# Banga Bibhushan
Le Banga Bibhushan (en bengali : বঙ্গবিভূষণ) est une récompense instituée par le gouvernement du Bengale-Occidental.

## Liste des récompensés

### 2011
| Nom                   | Domaine     |
| --------------------- | ----------- |
| Amala Shankar         | Danse       |
| Mahasweta Devi        | Littérature |
| Sandhya Mukhopadhyay  | Musique     |
| Supriya Devi          | Cinéma      |
| Manna Dey             | Musique     |
| Amjad Ali Khan        | Musique     |
| Dwijen Mukhopadhyay   | Musique     |
| Sailen Manna          | Sport       |
| Haradhan Bandopadhyay | Cinéma      |

### 2012
| Nom                          | Domaine     |
| ---------------------------- | ----------- |
| Suchitra Sen                 | Cinéma      |
| Leslie Claudius              | Sport       |
| Jogen Chowdhury              | Peinture    |
| Rudraprasad Sengupta         | Théâtre     |
| Bibhas Chakraborty           | Théâtre     |
| Shaoli Mitra                 | Théâtre     |
| Shirshendu Mukhopadhyay      | Littérature |
| Sanjeev Chattopadhyay        | Littérature |
| Goutam Ghose                 | Cinéma      |
| Joy Goswami                  | Littérature |
| Ranjit Mullick               | Cinéma      |
| Pandit Ajoy Chakrabarty      | Musique     |
| Ustad Ali Ahmed Hussein Khan | Musique     |

### 2013
| Nom                | Domaine       |
| ------------------ | ------------- |
| Mithun Chakraborty | Cinéma        |
| Thankamani Kutti   | Danse         |
| B.K. Birla         | Industrie     |
| Rituparno Ghosh    | Cinéma        |
| Sandhya Roy        | Cinéma        |
| Sabitri Chatterjee | Cinéma        |
| Purnadas Baul      | Musique       |
| Subhaprasanna      | Peinture      |
| Amitabha Chowdhury | Presse écrite |